# Großblütige Hauswurz
Die Großblütige Hauswurz (Sempervivum grandiflorum), auch Gaudins Hauswurz genannt, ist eine Pflanzenart aus der Gattung der Hauswurzen (Sempervivum) innerhalb der Familie der Dickblattgewächse (Crassulaceae).

## Beschreibung

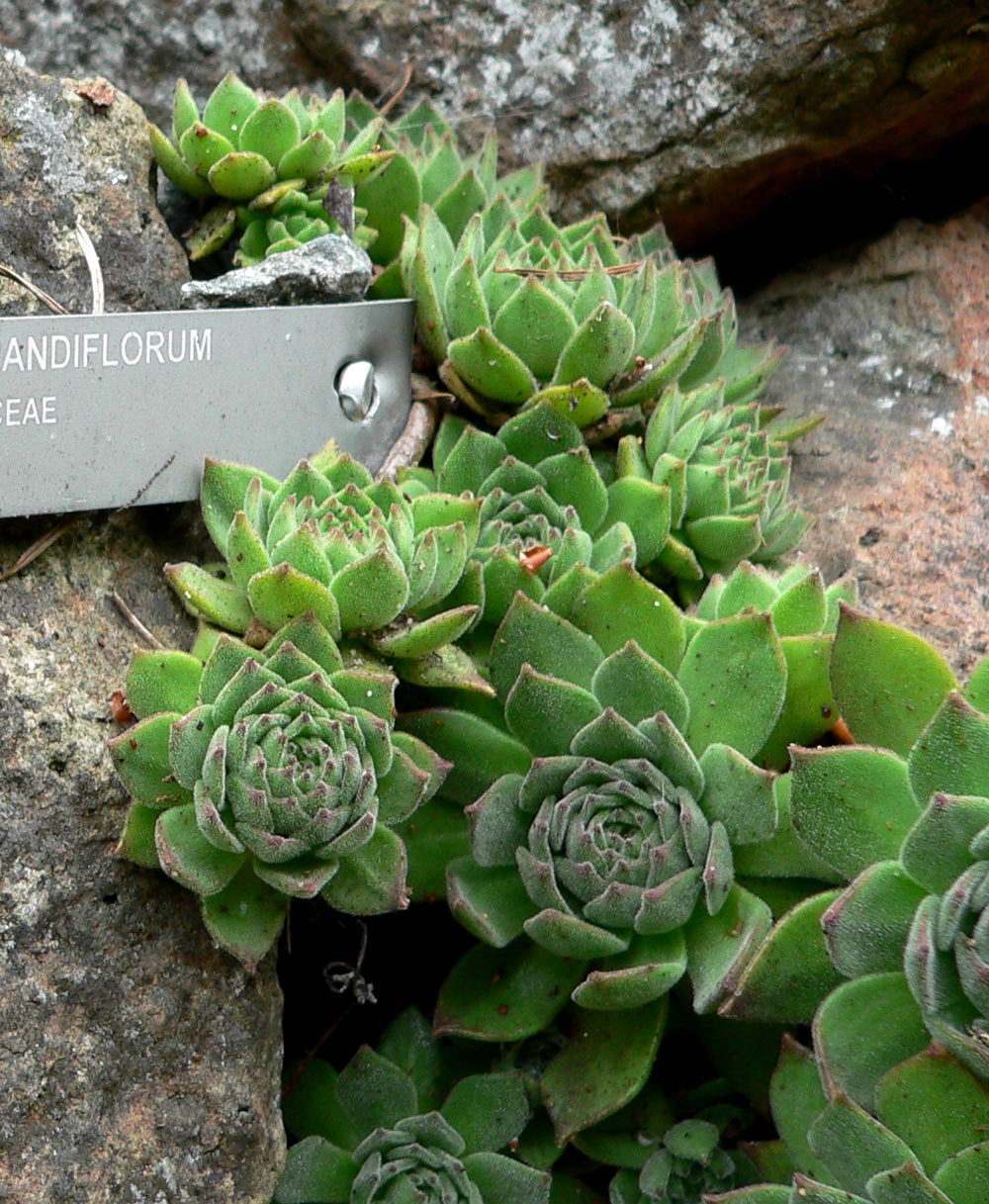
Blattrosetten

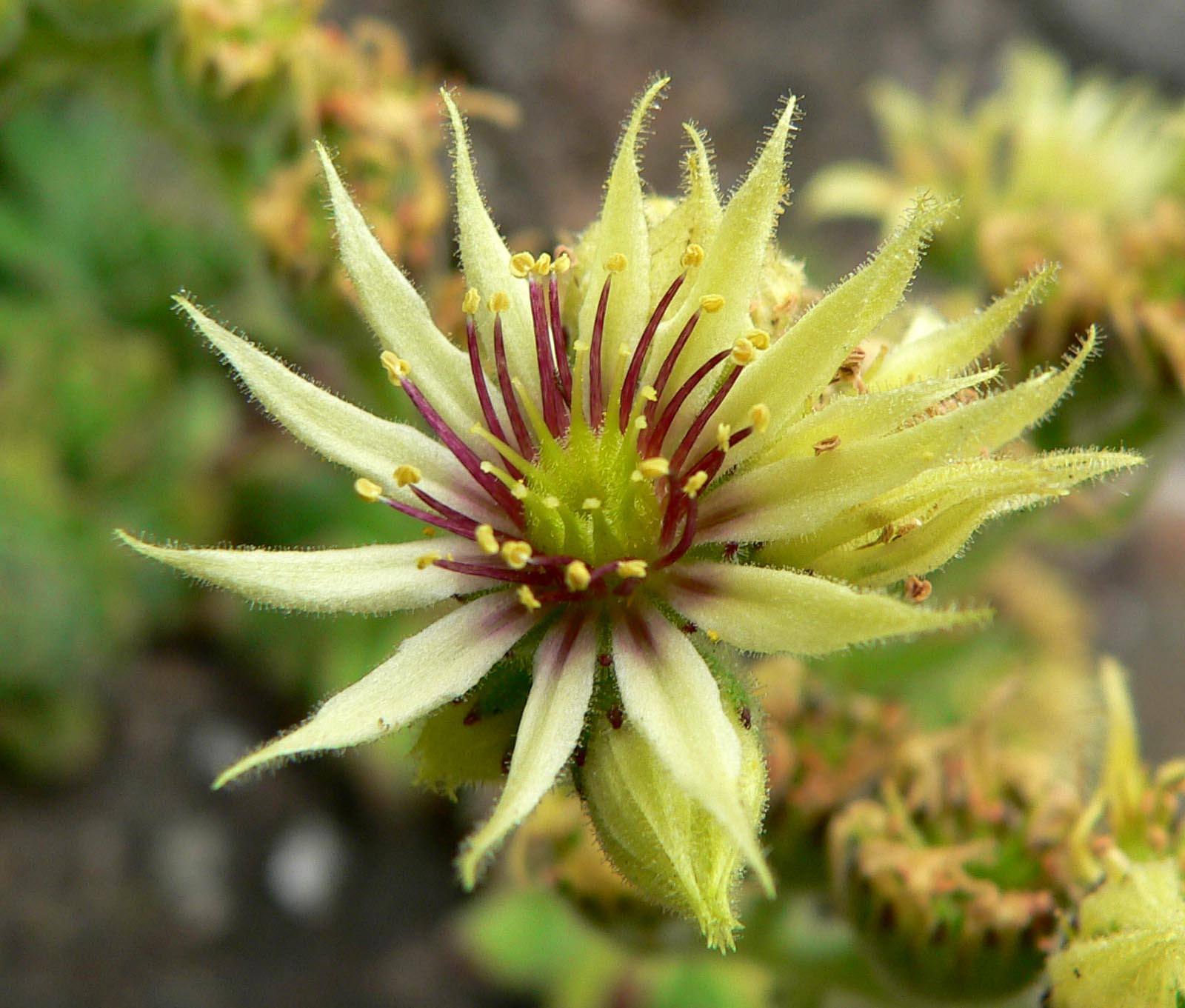
Blüte im Detail

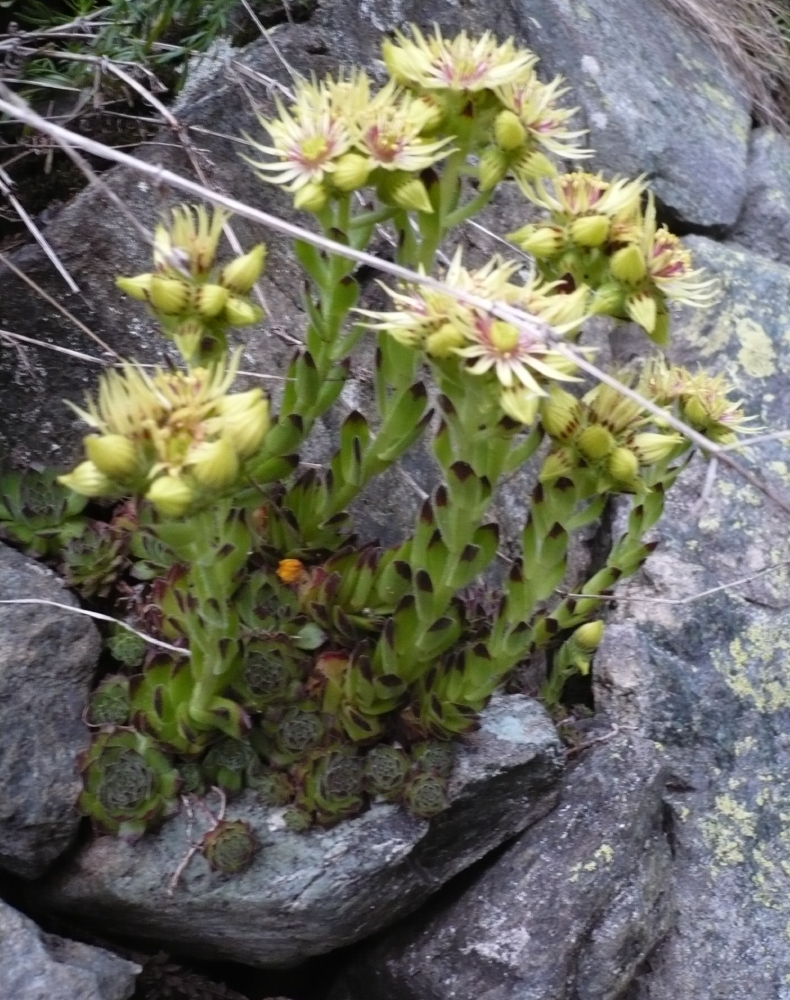
Großblütige Hauswurz im Habitat in Gressoney-La-Trinité im Aostatal

### Vegetative Merkmale
Sempervivum grandiflorum hat mittelgroße bis große, offene, dunkelgrüne Rosetten, die normalerweise einen Durchmesser von 2 bis 10 Zentimetern erreichen können. Die Rosetten sind im Sommer sternförmig ausgebreitet. Die Blätter der Rosetten sind fein behaart und haben eine dunkelbraune Spitze. Die Rosettenblätter sind keilig-länglich. 2 bis 11 Zentimeter lang und 8 bis 15 Millimeter breit. Bei der Behaarung der Blattflächen handelt es sich um Drüsenhaare, deren Sekret den Rosetten einen charakteristischen harzartigen bis unangenehmen Geruch verleiht. Die Pflanzenexemplare breiten sich über lange und schlanke Ausläufer aus.

### Generative Merkmale
Die Blütezeit reicht von Juni bis August. Der Blütenstand ist bis zu 30 Zentimeter hoch. Die unteren Stängelblätter sind den grundständigen ähnlich, die oberen sind schmäler und fein drüsig behaart. Die zwittrige Blüte ist radiärsymmetrisch mit doppelter Blütenhülle. Die gelben bis grünlich-gelben, selten auch weißen Kronblätter sind schmal und lang und laufen spitz zu; die Basis der Kronblätter ist purpurrot. Die Kronblätter sind 11 bis 12 Millimeter lang und damit 2,5 mal so lang wie die Kelchblätter. Die Kelchblätter sind hellgrün und außen langdrüsig-zottig. Die Staubfäden und die Staubbeutel sind violett.
Die Chromosomenzahl beträgt 2n = 80.

## Vorkommen
Sempervivum grandiflorum kommt nur in der Südwestschweiz und in Nordwestitalien von Susa bis zum Simplon-Pass, zum Beispiel im Nationalpark Gran Paradiso vor. In der Schweiz kommt sie im Kanton Wallis und im Tessin vor. Die Vorkommen gelten als „verletzlich“. Sempervivum grandiflorum gedeiht auf saurem Bodenmilieu und silikatischem Grund.
Die ökologischen Zeigerwerte nach Landolt et al. 2010 sind in der Schweiz: Feuchtezahl F = 2 (mäßig trocken), Lichtzahl L = 5 (sehr hell), Reaktionszahl R = 2 (sauer), Temperaturzahl T = 1+ (unter-alpin, supra-subalpin und ober-subalpin), Nährstoffzahl N = 2 (nährstoffarm), Kontinentalitätszahl K = 4 (subkontinental).

## Ökologie
Die Blüten sind stark proterandrisch. Die inneren Staubblätter bewegen sich zunächst nach innen und beginnen zu stäuben. Nach einiger Zeit gehen sie wieder in die Reihe der äußeren Staubblätter zurück. Dann beginnen die äußeren Staubblätter zu stäuben. Danach beginnen die Griffel sich zu spreizen und die Staubblätter beider Kreise biegen sich nach außen, um sich dann ganz auf die Kronblätter zu legen.